# 20th Century Masters - The DVD Collection: The Best of the Cranberries
20th Century Masters - The DVD Collection: The Best of the Cranberries —en españolː Colección de maestros del siglo XX - DVD de colección: Lo mejor de The Cranberries— es un videoálbum de la banda irlandesa de rock The Cranberries, publicado el 30 de agosto de 2005 por Island Records y editado en formato DVD, el que contiene 5 vídeos musicales de la agrupación. El videoálbum formó parte de la serie 20th Century Masters Collection en donde se editaron compilatorios tanto en DVD como en CD de diversos artistas de Universal Music Group.

## Lista de vídeos
| N.º | Título                | Escritor(es)                  | Dirección                          | Duración |  |
| 1.  | «Linger»              | Dolores O'Riordan, Noel Hogan | Melodie McDaniel (octubre de 1993) | 4:42     |  |
| 2.  | «Zombie»              | O'Riordan                     | Samuel Bayer (septiembre de 1994)  | 5:14     |  |
| 3.  | «Ridiculous Thoughts» | O'Riordan, Hogan              | Freckles Flynn (julio de 1995)     | 4:42     |  |
| 4.  | «Salvation»           | O'Riordan, Hogan              | Olivier Dahan (abril de 1996)      | 2:38     |  |
| 5.  | «Animal Instinct»     | O'Riordan, Hogan              | Olivier Dahan (julio de 1999)      | 4:52     |  |